# الهروب من الوقت (فلم)
الهروب من الوقت (بالإنجليزية: Nick of Time) هو فيلم إثارة وأكشن سياسي أمريكي صدر سنة 1995، من إنتاج وإخراج جون بادهام، وكتبه باتريك شين دنكان. من بطولة النجم جوني ديب، مع كريستوفر والكن، وتشارلز س. دوتون. يتتبع الفيلم محاسبًا عامًا يتعين عليه اغتيال سياسية مقابل إطلاق سراح ابنته المخطوفة. تم توزيع الفيلم في الولايات المتحدة بواسطة باراماونت بيكتشرز في 22 نوفمبر 1995.

## القصة
جين واتسون محاسب عام يصل على متن القطار إلى محطة لوس أنجلوس برفقة ابنته لين البالغة من العمر 6 سنوات، وهناك يقترب منه شخصان على أنهما أفراد شرطة ويختطفان لين ويواجهان جين بخيار بسيط، وهو أن يقتل حاكمة كاليفورنيا إليانور غرانت في 90 دقيقة أو أقل، أو ستموت ابنته لين. أُعطي واتسون مسدسًا وست رصاصات وصورة، وقيل له أن يذهب إلى الفندق الذي ستلقي فيه إليانور خطابًا بعد الظهر، فيبدأ جين سباقًا محفوفًا بالمخاطر مع الزمن لتنفيذ المطلوب واسترجاع ابنته.

## طاقم التمثيل
- جوني ديب بدور جين واتسون
- تشارلز س. دوتون
- كلارك جونسون
- كريستوفر واكن
- جي دي سبرادلين [الإنجليزية]‏
- روما مافيا
- مارشا ماسون
- جلوريا ريوبن
- بيتر ستراوس
- يول فازكيز
- بيل سماتروفاسح

## الإنتاج

### التصوير
تمت أغلب عمليات التصوير في مدينة لوس أنجلوس.

### الموسيقى التصويرية
موسيقى الفيلم التصويرية كانت من تأليف آرثر بي. روبنشتاين.

## الاستقبال

### الميزانية والإيرادات
لم يحقق الفيلم النجاح المنتظر حيث أصبح قنبلة شباك التذاكر إذ حقق ما لا يزيد عن 8 ملايين دولار فقط مقابل ميزانية تخطت 33 مليون دولار.

### الاستقبال النقدي
تلقى الفيلم آراء سلبية في الغالب من النقاد. استنادًا إلى 33 مراجعة تم جمعها من منشورات بارزة بواسطة موقع المراجعة روتن توميتوز، حصل الفيلم على معدل موافقة إجمالي يبلغ 30٪ ومتوسط درجات 4.6 من 10.

## وصلات خارجية
- الهروب من الوقت على موقع IMDb (الإنجليزية)
- الهروب من الوقت على موقع روتن توميتوز (الإنجليزية)
- الهروب من الوقت على موقع نتفليكس (الإنجليزية)
- الهروب من الوقت على موقع قاعدة بيانات الأفلام العربية
- الهروب من الوقت على موقع ألو سيني (الفرنسية)
- الهروب من الوقت على موقع Turner Classic Movies (الإنجليزية)
- الهروب من الوقت على موقع أول موفي (الإنجليزية)
- الهروب من الوقت على موقع بوكس أوفيس موجو (الإنجليزية)
- الهروب من الوقت على موقع فيلمافينيتي (الإسبانية)
- الهروب من الوقت على موقع قاعدة بيانات الأفلام السويدية (السويدية)